# Rumsjön, Uppland
Rumsjön är en sjö i Tierps kommun i Uppland och ingår i Tämnarån-Forsmarksåns kustområde.